# Nguyễn Phúc Bảo Thăng
Nguyễn Phúc Bảo Thăng (chữ Hán：阮福保陞, 30 tháng 9 năm 1943 – 15 tháng 3 năm 2017), là đích tử của vua Bảo Đại và hoàng hậu Nam Phương. Ông theo mẹ là Nam Phương hoàng hậu sang Pháp vào giữa năm 1947. Ông đã trở thành người đứng đầu của hoàng tộc nhà Nguyễn sau cái chết của anh trai mình là đích trưởng tử thái tử Bảo Long ngày 28 tháng 7 năm 2007. Ông cũng là người đứng đầu của Đại Nam Long tinh Viện.
Tên của ông đọc là "Thăng", theo như ông Bảo Ân, em cùng cha khác mẹ với ông. Nếu xét theo chữ Hán, tên của hoàng tử là 陞 đọc theo âm Hán Việt cũng là "thăng", dùng giống như chữ "thăng" 昇 trong "Thăng Long" (phồn thể) hay 升 (giản thể).

## Cuộc đời
Ông sinh ngày 30 tháng 9 năm 1943 tại Đà Lạt, Việt Nam.
Ông đã theo học trường Couvent des Oiseaux ở Neuilly-sur Seine, Pháp và Collège d'Adran ở Đà Lạt. Ông đã sống tại Pháp cho đến khi qua đời tại Paris, Pháp vào ngày 15 tháng 3 năm 2017.